# Форт Джеферсън
Форт Джеферсън е изоставено укрепление в щата Флорида.
Започнат през 1846 г., построен с 42 милиона тухли, фортът е изоставен заради ураганите, жълтата треска и по-нататъшната му нецелесъобразност. Оръдията му никога не произвели и 1 изстрел.
Внесен е в Националния регистър на историческите места на САЩ.